# Albsuinda

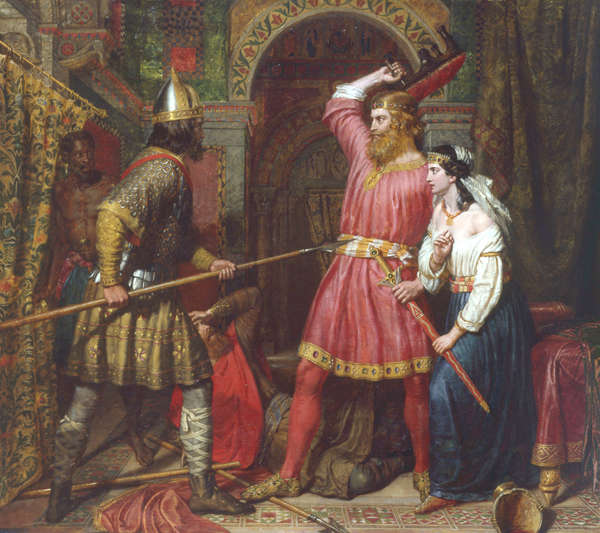
O Assassinato de Alboíno, Rei dos Lombardos por Charles Landseer (1856)

Albsuinda foi a única filha de Alboíno, rei dos lombardos na Panônia e depois na Itália (r. 560–572) e de sua primeira esposa Clodosvinda, filha do rei merovíngio franco Clotário I (r. 511–561). Ainda jovem, Albsuinda tinha perdido sua mãe pouco antes da batalha em 567 na qual os gépidas foram completamente destruídos. Após o evento seu pai casou-se novamente, tomando como segunda esposa Rosamunda, filha de rei gépida Cunimundo que Alboíno tinha matado pessoalmente em batalha.
Em 568, Alboíno deixou a Panônia com seu povo para invadir a península Itálica, então parte do Império Bizantino, tendo conquistado a maior parte do territória até 572. Nesse ano, a madrasta de Albsuinda foi convencida a matar Alboíno em Verona. De acordo com Paulo, o Diácono, em seguida ao assassinato, foi levada ainda criança para Ravena, cidade ainda sob controle bizantino, pela sua madrasta e pelo usurpador Helmiques. Foi levada porque como única descendente de Alboíno tinha considerável valor político, uma vez que poderia tornar-se a ligação para transmitir os direitos dinásticos a um eventual marido. Outra razão para sua presença com os fugitivos era que também serviria como garantia da lealdade da guarnição lombarda de Verona que tinha seguido Helmiques até Ravena.
Logo após terem chegado a Ravena, Rosamunda e Helmiques mataram um ao outro. Depois disso, o mais alto oficial bizantino na Itália, prefeito pretoriano Longino enviou-a a Constantinopla, a capital imperial. Lá provavelmente a diplomacia bizantina pensou em usá-la como ferramenta política para impor aos lombardos um rei pró-bizantino, mas nada mais foi registrado sobre ela nas fontes.